# 本多友紀
本多友紀（日语：／ Honda Yūki */?，1990年9月18日—）是日本的作曲家、编曲家、吉他手。Arte Refact所属。

## 生平
北海道石狩郡出身。中学时受周围人的影响，开始练习吉他。在立命館慶祥高等学校就读时立志成为吉他手。后进入洗足学園音樂大学，移居东京，在此期间对作曲产生兴趣。2015年，加入Arte Refact。
2012年他擔任視覺系樂團Sick²的吉他手，2016年他離開樂團。
在VOCALOID等与传统J-POP不同的新式音乐及以上松範康为代表的音乐制作团体Elements Garden的强烈影响下，萌生了“想要制作帅气的动画歌曲”的想法，开始创作具有日本特点的乐曲。。
2022年10月19日，宣布与声优紡木吏佐结婚。2023年10月31日，双方宣佈已於9月下旬离婚。